# 伏明天
伏明天（FU Mingtian，1990年6月27日—），女子羽毛球運動員，原籍中國湖北武汉，後移居新加坡。她的堂姊是前中國跳水運動員兼世界冠軍伏明霞。她曾与姚蕾赢得2008年亚青賽女雙冠军得主，亦是新加坡有史以来上第一支世青賽女雙冠軍组合。現已退役。

## 簡歷
伏明天從四歲開始接受體育訓練，起初是跟堂姊伏明霞一樣學習跳水，後來又接受過體操和花樣游泳訓練；然而，由於她的父親身材較高大，家人擔心練習會受到她日後的身高制約，所以就不再練這些項目了。她在七歲時被武漢體校的羽毛球教練招攬，轉而練習羽毛球。由於她的體育底子甚豐，進步很快，到14歲時已有湖北省羽毛球隊招她進隊；可是，由於她一心想得到更好的發展，故選擇了離開中國，移民到新加坡繼續羽毛球事業。
2008年，伏明天夥拍同是來自中國的姚蕾，代表新加坡奪得世界青年羽毛球錦標賽雙打冠軍。

## 主要比賽成績
只列出曾進入準決賽的國際賽事成績：
| 年份   | 賽事                   | 公開賽級別 | 項目     | 拍檔   | 成績   |
| ------ | ---------------------- | ---------- | -------- | ------ | ------ |
| 2008年 | 越南羽毛球大獎賽       | 大獎賽     | 女子單打 | －     | 準決賽 |
| 2011年 | 新加坡羽毛球國際系列賽 | 國際系列賽 | 女子單打 | －     | 準決賽 |
| 2011年 | 越南羽毛球大獎賽       | 大獎賽     | 女子單打 | －     | 準決賽 |
| 2012年 | 新加坡羽毛球國際系列賽 | 國際系列賽 | 女子單打 | －     | 亞軍   |
| 2012年 | 新加坡羽毛球國際系列賽 | 國際系列賽 | 女子雙打 | 邢爱英 | 準決賽 |
| 2013年 | 新加坡羽毛球國際系列賽 | 國際系列賽 | 女子雙打 | 梁语嫣 | 亞軍   |
| 2013年 | 倫敦羽毛球黃金大獎賽   | 黃金大獎賽 | 女子雙打 | 梁语嫣 | 準決賽 |
| 2014年 | 英聯邦運動會羽毛球比賽 | 其他       | 混合團體 | －     | 銅牌   |

| 2007-2017年 | 首要超級賽 | 超級賽 | 黃金大獎賽 | 大獎賽 | 國際挑戰賽 | 國際系列賽 | 未來系列賽 | 其他 |

### 奧運會和世錦賽參賽紀錄
|          | 搭檔   | 2009 | 2010 | 2011 | 2012 | 2013 | 2014 |
| -------- | ------ | ---- | ---- | ---- | ---- | ---- | ---- |
| 女子單打 | －     | 64強 | －   | 32強 | －   | －   | －   |
|          |        |      |      |      |      |      |      |
| 女子雙打 | 梁语嫣 | －   | －   | －   | －   | －   | 48強 |